# كونغرس ولاية يوتا
كونغرس ولاية يوتا (بالإنجليزية: Utah State Legislature)‏ هي الهيئة التشريعية ليوتا، تتكون من المجلس الأعلى مجلس شيوخ ولاية يوتا
الذي يضم 29 مقعداً، والمجلس الأدنى مجلس نواب ولاية يوتا .